# Tabla de contingencia

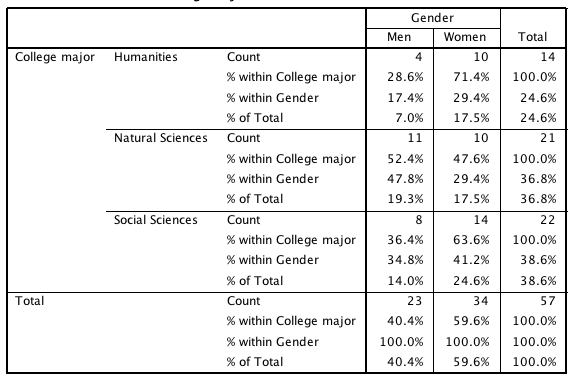
Tabla de contingencia.

En estadística las tablas de contingencia se emplean para registrar y analizar la asociación entre dos o más variables, habitualmente de naturaleza cualitativa (nominales u ordinales).

## Ejemplo
Suponiendo que se tienen dos variables, la primera el género (Masculino - Femenino) y la segunda recoge si el individuo es zurdo o diestro. Se ha observado esta pareja de variables en una muestra aleatoria de 100 individuos. Se puede emplear una tabla de contingencia para expresar la relación entre estas dos variables:
|        | Diestro | Zurdo | TOTAL |
| ------ | ------- | ----- | ----- |
| Hombre | 43      | 9     | 52    |
| Mujer  | 44      | 4     | 48    |
| TOTAL  | 87      | 13    | 100   |

Las cifras en la columna de la derecha y en la fila inferior reciben el nombre de frecuencias marginales y la cifra situada en la esquina inferior derecha es el gran total.
La tabla nos permite ver de un vistazo que la proporción de hombres diestros es aproximadamente igual a la proporción de mujeres diestras. Sin embargo, ambas proporciones no son idénticas y la significación estadística de la diferencia entre ellas puede ser evaluada con la prueba χ² de Pearson, supuesto que las cifras de la tabla son una muestra aleatoria de una población. Si la proporción de individuos en cada columna varía entre las diversas filas y viceversa, se dice que existe asociación entre las dos variables. Si no existe asociación se dice que ambas variables son independientes.
El grado de asociación entre dos variables se puede evaluar empleando distintos coeficientes: el más simple es el coeficiente phi que se define por

{\displaystyle \varphi ={\sqrt {\frac {\chi ^{2}}{N}}}}

donde χ2 se deriva del test de Pearson, y N es el total de observaciones -el gran total-. Φ puede oscilar entre 0 (que indica que no existe asociación entre las variables) e infinito. A diferencia de otras medidas de asociación, el coeficiente Φ de Cramer no está acotado.

## Estudio de diferencia de proporciones
Hay situaciones en las que tenemos probabilidades de éxito cercanas al cero o del uno en donde las proporciones pueden ser poco representativas sobre el comportamiento dentro de los grupos. Por ejemplo:
- Si {\displaystyle \pi _{1}=0,010,\ \pi _{2}=0,001}:

{\displaystyle d=\pi _{1}-\pi _{2}=0,009}
- Si {\displaystyle \pi _{1}=0,41,\ \pi _{2}=0,401}:

{\displaystyle d=\pi _{1}-\pi _{2}=0,009}
Vamos a definir el riesgo relativo como {\displaystyle r=\pi _{1}/\pi _{2}}, para los ejemplos anteriores:
{\displaystyle r=0,01/0,001=10}
{\displaystyle r=0,41/0,401=1,02}
En el primer caso el éxito dentro de los grupos es 10 veces mayor que en el otro. Si X e Y independientes, entonces {\displaystyle \pi _{1}=\pi _{2}} con lo que su riesgo relativo es {\displaystyle r=\pi _{1}/\pi _{2}=1}. Ahora bien, ¿cómo estimar r?
r' = p1/p2
En el ejemplo de más arriba:
r' = (43/52) / (44/48) = 0.902 → la proporción de éxito (diestro) dentro de las mujeres es alrededor de un 10% mayor que dentro del grupo de los hombres.